# Franc Žibert (pravnik)
Franc Žibert, slovenski pravnik in ekonomist, * 12. december 1949, Raztez.

## Življenje in delo
Žibert je na ljubljanski PF študiral pravo. Po diplomi 1974 je bil izvoljen na PF za asistenta, 1982 za docenta, 1987 za izrednega profesorja javnih financ in politične ekonomije. Magisterij iz ekonomije je opravil 1978 na Ekonomski fakultetu v Beogradu, 1981 pa je v Zagrebu doktoriral iz ekonomije.
Žibert proučuje predvsem mehanizme delovanja narodnega gospodarstva in povratne učinke javnih financ na gospodarstvo. Napisal je več strokovnih knjig kot so Prometni davek in merjenje njegovih učinkov (1979) in Teorija javnih financ (1993), učbenik politične ekonomije za srednje šole in visokošolska učbenika Gospodarjenje (2004) in Osnove ekonomike (2007), številne razprave in članke pa objavlja v raznih strokovnih revijah doma in v tujini. Na Računskem sodišče RS je vodil in izdelal učni program za izobraževanje državnih revizorjev, v občini Krško pa raziskovalni projekt Posredni stroški NEK. 